# Conflans-sur-Anille
Conflans-sur-Anille är en kommun i departementet Sarthe i regionen Pays de la Loire i nordvästra Frankrike. Kommunen ligger i kantonen Saint-Calais som tillhör arrondissementet Mamers. År 2022 hade Conflans-sur-Anille 460 invånare.

## Befolkningsutveckling
Antalet invånare i kommunen Conflans-sur-Anille
| Referens: INSEE |